# Arthur Fairbanks
Arthur Fairbanks (Hanover, 13 novembre 1864 – Cambridge, 13 gennaio 1944) è stato uno storico dell'arte statunitense.

## Biografia
Si laureò presso il Dartmouth College nel 1886 e frequentò la Yale Divinity School e il Union Theological Seminary. Studiò anche in Germania, conseguendo il dottorato di ricerca dall'Università di Friburgo nel 1890. Restò nel Dartmouth College e presso le università di Yale e Cornell fino al 1900, quando divenne professore di letteratura e archeologia greca presso l'Università dell'Iowa. Nel 1906 fu nominato professore di archeologia greca presso l'Università del Michigan. Fu nominato curatore di arte classica al Museum of Fine Arts di Boston nel 1907 e nel 1908 divenne direttore. Si ritirò nel 1925.

## Opere
- Introduction to Sociology (1896)
- The Mythology of Greece and Rome (1907)
- Handbook of Greek Religion (1910)
- Greek Gods and Heroes (1915)